# إدوارد بورتر الكسندر
إدوارد بورتر الكسندر (بالإنجليزية: Edward Porter Alexander) هو عسكري ومهندس أمريكي، ولد في 26 مايو 1835 في واشنطن في الولايات المتحدة، وتوفي في 28 أبريل 1910 في سافانا في الولايات المتحدة.